# 亨廷頓 (佛羅里達州帕特南縣)
亨延頓（英語：Huntington）是位於美國佛羅里達州帕特南縣的一個非建制地區。該地的面積和人口皆未知。

## 地理
亨延頓的座標為29°26′26″N 81°33′09″W / 29.44056°N 81.55250°W，而該地的平均海拔高度為16米（即52英尺）。